# Равін (Пенсільванія)
Равін (англ. Ravine) — переписна місцевість (CDP) в США, в окрузі Скайлкілл штату Пенсільванія. Населення — 622 особи (2020).

## Географія
Равін розташований за координатами 40°34′7″ пн. ш. 76°23′37″ зх. д. / 40.56861° пн. ш. 76.39361° зх. д. (40.568611, -76.393656).  За даними Бюро перепису населення США в 2010 році переписна місцевість мала площу 2,83 км², уся площа — суходіл.

## Демографія
Згідно з переписом 2010 року, у переписній місцевості мешкали 662 особи в 279 домогосподарствах у складі 187 родин. Густота населення становила 234 особи/км².  Було 292 помешкання (103/км²).
Расовий склад населення:
| - 97,6 % — білих - 0,9 % — чорних або афроамериканців - 0,8 % — корінних американців |

До двох чи більше рас належало 0,8 %. Частка іспаномовних становила 0,3 % від усіх жителів.
За віковим діапазоном населення розподілялося таким чином: 22,7 % — особи молодші 18 років, 58,6 % — особи у віці 18—64 років, 18,7 % — особи у віці 65 років та старші. Медіана віку мешканця становила 41,6 року. На 100 осіб жіночої статі у переписній місцевості припадало 87,0 чоловіків;  на 100 жінок у віці від 18 років та старших — 85,5 чоловіків також старших 18 років.
Середній дохід на одне домашнє господарство  становив 56 646 доларів США (медіана — 50 804), а середній дохід на одну сім'ю — 68 585 доларів (медіана — 60 074). 
Цивільне працевлаштоване населення становило 283 особи. Основні галузі зайнятості: роздрібна торгівля — 17,7 %, мистецтво, розваги та відпочинок — 14,1 %, освіта, охорона здоров'я та соціальна допомога — 14,1 %.